# Diócesis de Ciudad Real
La diócesis de Ciudad Real (en latín: Dioecesis Civitatis Regalensis) es una circunscripción eclesiástica de la Iglesia católica en España. Se trata de una diócesis latina, sufragánea de la archidiócesis de Toledo. Desde el 8 de abril de 2016 su obispo-prior es Gerardo Melgar Viciosa.

## Territorio y organización

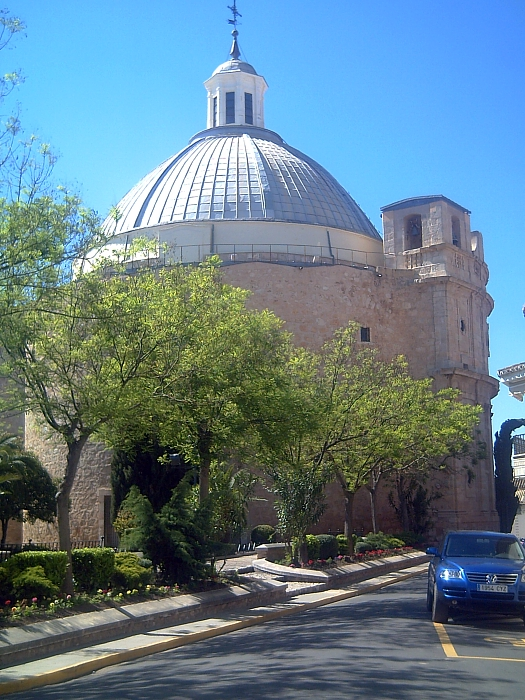
Ermita del Santísimo Cristo de la Misericordia, Miguelturra

La diócesis tiene 19 813 km² y extiende su jurisdicción sobre los fieles católicos de rito latino residentes en la provincia de Ciudad Real en la comunidad autónoma de Castilla-La Mancha. Se creó sobre la base de territorios dependientes de la archidiócesis de Toledo y de las órdenes militares de Calatrava, San Juan y Santiago. Por esta razón el obispo de Ciudad Real ostenta el título de prior de las órdenes militares.
La sede de la diócesis se encuentra en Ciudad Real, en donde se halla la Catedral de Nuestra Señora Santa María del Prado (Santa Iglesia Prioral Basílica Catedral de las Órdenes Militares de Nuestra Señora del Prado).
En 2021 en la diócesis existían 163 parroquias agrupadas en 11 arciprestazgos.

## Historia
El territorio de la actual diócesis, antes de 1851, pertenecía en gran parte a la archidiócesis de Toledo y en menor medida a la diócesis de Córdoba y a la exenta jurisdicción de Uclés, sede de un priorato de la Orden de Santiago. Sin embargo, la mayor parte de las parroquias de estos territorios dependían y estaban encomendadas al cuidado pastoral de las órdenes militares españolas, a saber, la Orden de Santiago, la Orden de Calatrava, la Orden de Montesa y la Orden de Alcántara.
El concordato de 1851 preveía la erección de la diócesis de Ciudad Real (art. 5), sufragánea de la archidiócesis de Toledo (art. 6), con los territorios de las citadas órdenes militares de la provincia de Ciudad Real, en los que el rey de España siguió conservando el título de "gran maestre" (art. 9). Sin embargo, el concordato tuvo dificultades para establecerse y no se publicó ninguna bula papal para la implementación práctica de sus decisiones. El 9 de marzo de 1873, el gobierno republicano suprimió las órdenes militares españolas, por lo que el papa Pío IX el 14 de julio siguiente, con la bula Quo gravius, suprimió la jurisdicción de las órdenes militares y anexó sus territorios a las diócesis vecinas. De hecho, esta decisión anuló la tomada en 1851.

### Prelatura territorial
Con la restauración de la monarquía se restablecieron también las órdenes militares. Pío IX erigió entonces la prelatura territorial de Ciudad Real (Praelatura Cluniensis) con la bula Ad Apostolicam del 18 de noviembre de 1875. Con esta bula el papa restableció canónicamente las órdenes religioso-caballerescas coordinadas por el Real Consejo de Órdenes Militares, y les asignó jurisdicción sobre toda la provincia de Ciudad Real con la erección de un priorato nullius dioecesis, es decir, sujeto inmediatamente a la Santa Sede; el prior del Real Consejo fue nombrado obispo de la nueva jurisdicción eclesiástica. La bula fue ejecutada por el cardenal Juan Ignacio Moreno y Maisanove, arzobispo de Toledo, el 15 de mayo de 1876, y promulgadas solemnemente en Ciudad Real, el 4 de junio de 1876, domingo de Pentecostés. 
Desde el concordato de 1953, el nombramiento lo hizo directamente el papa. Desde la erección de la prelatura, a los prelados de Ciudad Real se les asignó la sede titular de Dora, por lo que estaban revestidos de la dignidad episcopal, con la particularidad de ejercer su ministerio episcopal sin estar sujeto a ningún arzobispo metropolitano, dependiendo directamente del papa: vere et proprie nullius dioecesis. Su sede estaba en Ciudad Real, en la que había sido iglesia parroquial de Santa María del Prado, que quedó elevada a santa iglesia prioral (equivalente a catedral). Los obispos-priores eran vestidos, armados y cruzados, previo expediente informativo, caballeros de una de las cuatro órdenes militares. Así sucedió hasta 1943.
Las órdenes militares fueron suprimidas el 29 de abril de 1931 por el gobierno republicano, si bien no afectando al priorato. En 1931 la diócesis-priorato comprendía 131 parroquias y más de 150 ermitas o santuarios. El clero diocesano estaba compuesto por 276 sacerdotes y 128 seminaristas. Las órdenes masculinas sólo contaban con 84 religiosos, mientras que las femeninas agrupaban 576 monjas.

### Persecución religiosa
La guerra civil española golpeó duramente a la prelatura territorial. Ciudad Real no se sumó al pronunciamiento que dio lugar a la guerra civil y los templos permanecieron abiertos hasta el 25 de julio de 1936 cuando la Guardia Civil abandonó la ciudad para reforzar la defensa de Madrid. A primeros de agosto se generalizan episodios de violencia anticlerical, siendo ejecutado en la localidad de Peralvillo el 22 de agosto de 1936 el obispo-prior beato Narciso de Esténaga y Echevarría (exconfesor del rey Alfonso XIII de España) y miembro de la Real Academia de la Historia y de la Real Academia de Bellas Artes de San Fernando. También murieron numerosos sacerdotes diocesanos, religiosos, especialmente claretianos y lasalianos. Fueron víctimas de la persecución religiosa durante la guerra civil española cuatro de cada diez sacerdotes de esta diócesis.
Entre el 22 y el 23 de julio la Comunidad de Padres Pasionistas de Daimiel, compuesta por 31 individuos, fueron apresados y trasladados en grupos a Manzanares, Ciudad Real, Urda y Madrid dónde fueron fusilados. Algunos fueron represaliados en fechas posteriores y unos pocos pudieron librarse de la muerte.
El 24 de julio en la estación de Fernán Caballero catorce religiosos claretianos, procedentes de Ciudad Real fueron arrojados al andén y tiroteados públicamente hasta su muerte. Los 14 mártires claretianos son: Tomás Cordero, Claudio López, Ángel López, Primitivo Berrocoso, Antonio Lasa, Vicente Robles, Melecio Pardo, Antonio María Orrego, Otilio del Amo, Cándido Catalán, Ángel Pérez, Abelardo García, Gabriel Barriopedro y Jesús Aníbal Gómez, este último de nacionalidad colombiana. A ellos hay que añadir el hermano Felipe González, que fue martirizado también en Fernán Caballero, en la puerta del cementerio el 2 de octubre de 1936.
El 30 de julio en la estación de Miguelturra una patrulla de jóvenes libertarios acribilló a balazos a tres dominicos y a un franciscano, padre Felipe Perea Santos, procedentes de Almagro.
El 27 de julio en Alcázar de San Juan un grupo de 13 religiosos de diversas órdenes, entre los cuales se encontraba el franciscano Martín Gómez de Lázaro y Pérez fueron asesinados a manos de milicianos de las poblaciones vecinas.
Todos los hermanos de las Escuelas Cristianas del colegio de Santa Cruz de Mudela, junto con tres sacerdotes y 19 seglares, fueron trasladados el 18 de agosto a Valdepeñas donde fueron fusilados. Su superior era Remigio Ángel Olalla Aldea.
También los religiosos marianistas Carlos Eraña Guruceta, Fidel Fuidio y Jesús Hita, destinados en Ciudad Real, tras su dispersión por fondas y pensiones locales debido a la incautación del colegio de la carretera de Miguelturra, sufrieron martirio tras ser juzgados sumarísimamente en la checa establecida en el seminario viejo de la calle Alarcos.

### Diócesis de Ciudad Real
Las peculiaridades iniciales de la diócesis-priorato se diluyeron. Como ejemplo, ni el obispo Emeterio Echeverría ni sus sucesores pertenecían ya a ninguna de las órdenes militares. Además, a partir del concordato de 1953, el nombramiento del obispo-prior seguía el trámite común para todos los obispos diocesanos españoles mientras que originalmente debía ser nombrado por el rey, la iglesia prioral era llamada catedral, la diócesis era conocida como diócesis de Ciudad Real y los prelados desde siempre habían sido considerados como obispos residenciales de Ciudad Real. Lo que era una realidad de hecho se plasmaría sobre el papel en 1980.
El 4 de febrero de 1980 la prelatura territorial fue elevada al rango de diócesis, sufragánea de la archidiócesis de Toledo, con la bula Episcopus titulo Doritanus del papa Juan Pablo II.
El mismo día 4 de febrero de 1980 se hizo una descripción de la nueva diócesis con la bula Constat Militarium y al mismo tiempo se instituyó el cabildo catedralicio en sustitución del anterior cabildo. Los obispos de Ciudad Real conservan, historicam ob causam, el título de priores.
Fue nombrado obispo de la diócesis el entonces prelado cluniense Rafael Torija de la Fuente, que quedaba desvinculado de la Iglesia titular de Dora, pero conservó el título de prior de las órdenes militares por razones históricas. La misma bula eleva a iglesia catedral la antes prioral de Santa María del Prado, y el cabildo prioral a catedralicio, sin prejuzgar sus vínculos honoríficos con las órdenes militares. La promulgación solemne de la bula tuvo lugar en la catedral el día 19 de marzo de 1981 por el nuncio apostólico Antonio Innocenti.
En la actualidad la diócesis ciudarrealeña es dirigida por el obispo Gerardo Melgar Viciosa. Sacerdote diocesano de Palencia, ocupó la sede episcopal de Osma-Soria desde 2008 hasta 2016, año en el que fue nombrado obispo-prior de Ciudad Real.

## Estadísticas
Según el Anuario Pontificio 2022 la diócesis tenía a fines de 2021 un total de 472 735 fieles bautizados.
| Año                                                                             | Población            | Población | Población      | Sacerdotes | Sacerdotes    | Sacerdotes    | Bautizados por sacerdote | Diáconos permanentes | Religiosos | Religiosos | Parroquias |
| Año                                                                             | Bautizados católicos | Total     | % de católicos | Total      | Clero secular | Clero regular | Bautizados por sacerdote | Diáconos permanentes | Varones    | Mujeres    | Parroquias |
| ------------------------------------------------------------------------------- | -------------------- | --------- | -------------- | ---------- | ------------- | ------------- | ------------------------ | -------------------- | ---------- | ---------- | ---------- |
| 1950                                                                            | 536 200              | 537 500   | 99.8           | 235        | 155           | 80            | 2281                     |                      | 118        | 643        | 132        |
| 1970                                                                            | 540 269              | 540 822   | 99.9           | 333        | 256           | 77            | 1622                     |                      | 124        | 754        | 184        |
| 1980                                                                            | 496 771              | 498 205   | 99.7           | 306        | 231           | 75            | 1623                     |                      | 117        | 743        | 187        |
| 1990                                                                            | 487 401              | 489 537   | 99.6           | 281        | 228           | 53            | 1734                     |                      | 87         | 731        | 160        |
| 1999                                                                            | 480 700              | 482 820   | 99.6           | 261        | 213           | 48            | 1841                     |                      | 69         | 671        | 163        |
| 2000                                                                            | 481 943              | 484 093   | 99.6           | 272        | 212           | 60            | 1771                     |                      | 79         | 675        | 163        |
| 2001                                                                            | 480 910              | 483 510   | 99.5           | 267        | 214           | 53            | 1801                     |                      | 70         | 648        | 164        |
| 2002                                                                            | 473 943              | 478 581   | 99.0           | 264        | 210           | 54            | 1795                     |                      | 69         | 586        | 164        |
| 2003                                                                            | 479 238              | 484 338   | 98.9           | 254        | 210           | 44            | 1886                     |                      | 101        | 620        | 164        |
| 2004                                                                            | 483 669              | 487 670   | 99.2           | 252        | 206           | 46            | 1919                     |                      | 102        | 611        | 164        |
| 2006                                                                            | 493 060              | 500 060   | 98.6           | 262        | 206           | 56            | 1881                     |                      | 107        | 543        | 164        |
| 2013                                                                            | 521 800              | 530 800   | 98.3           | 238        | 205           | 33            | 2192                     |                      | 106        | 462        | 164        |
| 2016                                                                            | 508 487              | 513 713   | 99.0           | 228        | 186           | 42            | 2230                     |                      | 101        | 471        | 164        |
| 2019                                                                            | 507 360              | 512 570   | 99.0           | 214        | 180           | 34            | 2370                     |                      | 49         | 405        | 164        |
| 2021                                                                            | 472 735              | 495 095   | 95.5           | 194        | 166           | 28            | 2436                     |                      | 40         | 413        | 163        |
| Fuente: Catholic-Hierarchy, que a su vez toma los datos del Anuario Pontificio. |                      |           |                |            |               |               |                          |                      |            |            |            |

Además, en el Seminario Diocesano Mayor se formaron 17 seminaristas durante el curso 2017-2018.

## Episcopologio
| Orden | Desde                                                                      | hasta                                                          | Nombre                                   | Nacido en | Muerto en | Profesaba          |
| ----- | -------------------------------------------------------------------------- | -------------------------------------------------------------- | ---------------------------------------- | --------- | --------- | ------------------ |
| 1.º   | 28 de mayo de 1877                                                         | 27 de marzo de 1882, nombrado obispo de Orihuela               | Victoriano Guisasola y Rodríguez †       | 1821      | 1888      | Orden de Santiago  |
| 2.º   | 27 de marzo de 1882                                                        | 27 de marzo de 1884, nombrado obispo de Calahorra y La Calzada | Antonio María Cascajares y Azara †       | 1834      | 1901      | Orden de Calatrava |
| 3.º   | 10 de junio de 1886                                                        | 28 de noviembre de 1898, nombrado obispo de Cádiz y Ceuta      | José María Rancés y Villanueva †         | 1842      | 1917      | Orden de Santiago  |
| 4.º   | 28 de noviembre de 1898                                                    | 28 de agosto de 1904, falleció                                 | Casimiro Piñera y Naredo †               | 1837      | 1904      | Orden de Montesa   |
| 5.º   | 27 de marzo de 1905                                                        | 28 de mayo de 1914, nombrado obispo de Segovia                 | Remigio Gandásegui y Gorrochátegui †     | 1871      | 1937      | Orden de Calatrava |
| 6.º   | 11 de julio de 1914                                                        | 27 de junio de 1922, nombrado obispo de Orihuela               | Francisco Javier de Irastorza y Loinaz † | 1875      | 1943      | Orden de Montesa   |
| 7.º   | 14 de diciembre de 1922                                                    | 22 de agosto de 1936, falleció                                 | Narciso de Estenaga y Echevarría †       | 1882      | 1936      | Orden de Santiago  |
| 8.º   | 29 de diciembre de 1942, le precedió un período de sede vacante desde 1936 | 23 de diciembre de 1954, falleció                              | Emeterio Echeverría y Barrena †          | 1880      | 1954      |                    |
| 9.º   | 14 de marzo de 1955                                                        | 30 de septiembre de 1976, retirado                             | Juan Hervás y Benet †                    | 1905      | 1982      |                    |
| 10.º  | 30 de septiembre de 1976                                                   | 20 de marzo de 2003, retirado                                  | Rafael Torija de la Fuente †             | 1927      | 2019      |                    |
| 11.º  | 20 de marzo de 2003                                                        | 8 de abril de 2016                                             | Antonio Ángel Algora Hernando †          | 1940      | 2020      |                    |
| 12.º  | Desde el 8 de abril de 2016                                                |                                                                | Gerardo Melgar Viciosa                   | 1948      |           |                    |